# Gagrella plebeja
Gagrella plebeja is een hooiwagen uit de familie Sclerosomatidae.